# ۳-نیتروبنزآلدهید
۳-نیتروبنزآلدهید (به انگلیسی: 3-Nitrobenzaldehyde) یک ترکیب شیمیایی است. شکل ظاهری این ترکیب، بلورهای پودری یا دانه‌ای مایل به قهوه‌ای یا مایل به زرد است.